# Aplidium lunacratum
Aplidium lunacratum är en sjöpungsart som beskrevs av Kott 1992. Aplidium lunacratum ingår i släktet Aplidium och familjen klumpsjöpungar. Inga underarter finns listade i Catalogue of Life.